# Liste der Naturdenkmale in Kerken und Rheurdt

Gemeindewappen Kerken

Gemeindewappen Rheurdt

Die Liste der Naturdenkmale in Kerken und Rheurdt enthält die Naturdenkmale aus dem Landschaftsplan Nr. 15 des Kreis Kleve. Rechtskraft seit 24. April 2013.
In ihr sind besondere Bäume und Baumgruppen an 17 verschiedenen Standorten gelistet. Sie beeindrucken durch ihre Schönheit, Eigenart und Seltenheit oder sind aus wissenschaftlichen, kulturhistorischen oder geologischen Gründen von Bedeutung. Durch den Geltungsbereich des Landschaftsplans befinden sich auch einige Naturdenkmale aus Issum und von Schloss Bloemersheim in Neukirchen-Vluyn (Kreis Wesel) in der Liste. 
| Denkmal-Nummer | Ort / Lage | Bezeichnung des ND        | Anzahl | Art                                          | Eingetragen seit | Schutzgrund                                                                                              | Beschreibung                                                                                         | Bild            |
| -------------- | --- | ------------------------- | ------ | -------------------------------------------- | ---------------- | --- | --- | --------------- |
| ND 1           | Issum-: am Leethofs, Aldekerker Straße, auf einer Ackerfläche nördlich von Großholthuysen Karte                                  | Naturdenkmal Stieleiche   | 1      | Stieleiche (Quercus robur)                   | 2013             | Seltenheit Eigenart Schönheit                                                                            | Umfang: ca. 470 cm Höhe: ca. 16 m Kronendurchmesser: ca. 15 m                                        | BW              |
| ND 2           | Issum-: nordöstlich des Schürhofes, Aldekerker Straße, auf einer tiefer liegenden Weide nördlich von Großholthuysen Karte        | Naturdenkmal Stieleiche   | 1      | Stieleiche (Quercus robur)                   | 2013             | Seltenheit Eigenart Schönheit                                                                            | Umfang: ca. 290 cm Höhe: ca. 25 m Kronendurchmesser: ca. 18 m                                        | BW              |
| ND 3           | Kerken-: nördlich des Schüttenhofes, auf einer Ackerfläche am Rahmweg, südöstlich von Kleinholthuysen Karte                      | Naturdenkmal Krimlinde    | 1      | Krimlinde (Tilia euchlora)                   | 2013             | Wissenschaftliche Gründe Naturgeschichtliche Gründe Landeskundliche Gründe Seltenheit Eigenart Schönheit | Umfang: ca. 315 cm Höhe: ca. 16 m Kronendurchmesser: ca. 12 m                                        | BW              |
| ND 4           | Issum-: auf einer Weide am Düllingshof, Aldekerker Straße, südlich von Großholthuysen Karte                                      | Naturdenkmal Rosskastanie | 1      | Rosskastanie (Aesculus hippocastanum)        | 2013             | Wissenschaftliche Gründe Naturgeschichtliche Gründe Landeskundliche Gründe Seltenheit Eigenart Schönheit | Umfang: ca. 270 cm Höhe: ca. 18 m Kronendurchmesser: ca. 16 m                                        | BW              |
| ND 5           | Rheurdt-: am Hof Gr. Brands in Kengen Karte                                                                                      | Naturdenkmal Stieleiche   | 1      | Stieleiche (Quercus robur)                   | 2013             | Seltenheit Eigenart Schönheit                                                                            | Umfang: ca. 320 cm Höhe: ca. 18 m Kronendurchmesser: ca. 19 m                                        | BW              |
| ND 6           | Rheurdt-: am Hof Hufer in Kengen Karte                                                                                           | Naturdenkmal Stieleiche   | 1      | Stieleiche (Quercus robur)                   | 2013             | Seltenheit Eigenart Schönheit                                                                            | Umfang: ca. 300 cm Höhe: ca. 18 m Kronendurchmesser: ca. 18 m                                        | BW              |
| ND 7           | Rheurdt-Bloemersheim zwischen den Teichen südlich des Schlosses Bloemersheim westlich von Vluyn Karte                            | Naturdenkmal Stieleiche   | 1      | Stieleiche (Quercus robur)                   | 2013             | Wissenschaftliche Gründe Naturgeschichtliche Gründe Landeskundliche Gründe Seltenheit Eigenart Schönheit | Umfang: ca. 370 cm Höhe: ca. 15 m Kronendurchmesser: ca. 18 m                                        | Fotos hochladen |
| ND 8           | Rheurdt-Bloemersheim an den Teichen südlich des Schlosses Bloemersheim westlich von Vluyn Karte                                  | Naturdenkmal Rosskastanie | 1      | Rosskastanie (Aesculus hippocastanum)        | 2013             | Wissenschaftliche Gründe Naturgeschichtliche Gründe Landeskundliche Gründe Seltenheit Eigenart Schönheit | Umfang: ca. 290 cm Höhe: ca. 17 m Kronendurchmesser: ca. 16 m                                        | BW              |
| ND 9           | Rheurdt-Bloemersheim südlich Schloss Bloemersheim auf der Westseite der Leyenburger Wiese Karte                                  | Naturdenkmal Stieleiche   | 1      | Stieleiche (Quercus robur)                   | 2013             | Wissenschaftliche Gründe Naturgeschichtliche Gründe Landeskundliche Gründe Seltenheit Eigenart Schönheit | Umfang: ca. 310 cm Höhe: ca. 17 m Kronendurchmesser: ca. 18 m                                        | Fotos hochladen |
| ND 10          | Rheurdt-Bloemersheim südlich Schloss Bloemersheim auf der Ostseite der Leyenburger Wiese Karte                                   | Naturdenkmal Stieleiche   | 1      | Stieleiche (Quercus robur)                   | 2013             | Wissenschaftliche Gründe Naturgeschichtliche Gründe Landeskundliche Gründe Seltenheit Eigenart Schönheit | Umfang: ca. 320 cm Höhe: ca. 17 m Kronendurchmesser: ca. 20 m                                        | BW              |
| ND 11          | Rheurdt-Saelhuysen am Leemannsweg in Saelhuysen Karte                                                                            | Naturdenkmal Esskastanie  | 1      | Edelkastanie (Castanea sativa)               | 2013             | Wissenschaftliche Gründe Naturgeschichtliche Gründe Landeskundliche Gründe Seltenheit Eigenart Schönheit | Umfang: ca. 300 cm Höhe: ca. 18 m Kronendurchmesser: ca. 16 m                                        | BW              |
| ND 12          | Kerken-Aldekerk in einer Gartenanlage an der Kreuzung Rhein- und Hülserstrasse am östlichen Ortsrand von Aldekerk Karte          | Naturdenkmal Blutbuchen   | 2      | Blutbuche (Fagus sylvatica „Purpurea“)       | 2013             | Seltenheit Eigenart Schönheit                                                                            | Umfang: ca. 350 cm bzw. 450 cm Höhe: je ca. 19 m Kronendurchmesser: je ca. 20 m                      | BW              |
| ND 13          | Kerken-Aldekerk westlich Haus Gastendonk, Obereyller Straße, zwischen Eyll und Stenden Karte                                     | Naturdenkmal Stieleiche   | 1      | Stieleiche (Quercus robur)                   | 2013             | Seltenheit Eigenart Schönheit                                                                            | Umfang: ca. 300 cm Höhe: ca. 16 m Kronendurchmesser: ca. 15 m                                        | BW              |
| ND 14          | Kerken-Aldekerk östlich des Gromannshofes an der Bruchstraße, südlich von Aldekerk Karte                                         | Naturdenkmal Blutbuche    | 1      | Blutbuche (Fagus sylvatica „Purpurea“)       | 2013             | Seltenheit Eigenart Schönheit                                                                            | Umfang: ca. 320 cm Höhe: ca. 16 m Kronendurchmesser: ca. 14 m                                        | BW              |
| ND 15          | Kerken-Obereyll in der Parkanlage von Haus Palings, Obereyller Straße / Pailings Allee, östlich von Obereyll Karte               | Naturdenkmal Esskastanien | 3      | Edelkastanie (Castanea sativa)               | 2013             | Wissenschaftliche Gründe Naturgeschichtliche Gründe Landeskundliche Gründe Seltenheit Eigenart Schönheit | Umfang: ca. 450 cm (dreistämmig), 350 cm und 330 cm Höhe: je ca. 22 m Kronendurchmesser: je ca. 13 m | BW              |
| ND 16          | Kerken-Obereyll in der Parkanlage von Haus Palings, Obereyller Straße / Pailings Allee, östlich von Obereyll Karte               | Naturdenkmal Platane      | 1      | Ahornblättrige Platane (Platanus acerifolia) | 2013             | Wissenschaftliche Gründe Naturgeschichtliche Gründe Landeskundliche Gründe Seltenheit Eigenart Schönheit | Umfang: ca. 350 cm Höhe: ca. 32 m Kronendurchmesser: ca. 15 m                                        | BW              |
| ND 17          | Kerken-Obereyll Im Wald am Paulsenkreuz, Wegkreuzung Neuer Bendenweg / Jagdhausweg / Hoogen Dyck, südwestlich von Obereyll Karte | Naturdenkmal Winterlinde  | 1      | Winterlinde (Tilia cordata)                  | 2013             | Wissenschaftliche Gründe Naturgeschichtliche Gründe Landeskundliche Gründe Seltenheit Eigenart Schönheit | Umfang: ca. 285 cm Höhe: ca. 20 m Kronendurchmesser: ca. 20 m                                        | BW              |